# 1902年体育
请参看：
- 1902年

## 大事記

### 4月至6月
- 5月3日－Alan-a-Dale贏得肯塔基打比冠軍。

## 足球
巴西
- 富明尼斯足球會在里约热内卢拉兰热拉斯創辦[1]

英格蘭
- 英格兰足球联赛 – 桑德兰足球俱乐部冠軍 44分, 埃弗顿足球俱乐部 41, 纽卡斯尔联足球俱乐部 37, 布莱克本流浪者足球俱乐部 36, 诺丁汉森林足球俱乐部 35, 德比郡足球俱乐部 35
- 1902年足总杯决赛（英语：1902 FA Cup Final） – 谢菲尔德联足球俱乐部 2–1 南安普顿足球俱乐部，比賽場地位於水晶宮國家體育中心
- 4月26日 — 曼聯更名

蘇格蘭
- 蘇格蘭足球聯賽 – 流浪者足球俱乐部奪冠
- 1902年蘇格蘭杯決賽（英语：1902 Scottish Cup Final） – 希伯尼安足球俱乐部 1–0 凯尔特人足球俱乐部，比賽地點位於凯尔特人公园球场[2]

西班牙
- 3月10日 — 皇家马德里足球俱乐部創辦

## 賽馬
- 第28屆肯塔基打比
  - 冠軍：Alan-a-Dale。

## 來源
1. ↑  Nilsson, Leonard Jägerskiöld. . Bloomsbury USA. 13 November 2018: 234  [2022-02-04]. ISBN 978-1-4729-5425-1. （原始内容存档于2022-04-24） （英语）.
2. ↑  . www.scottishfa.co.uk.   [5 February 2021]. （原始内容存档于2022-04-15）.